# Hemispingus rufosuperciliaris
Hemispingus rufosuperciliaris là một loài chim trong họ Thraupidae.